# La caza del unicornio

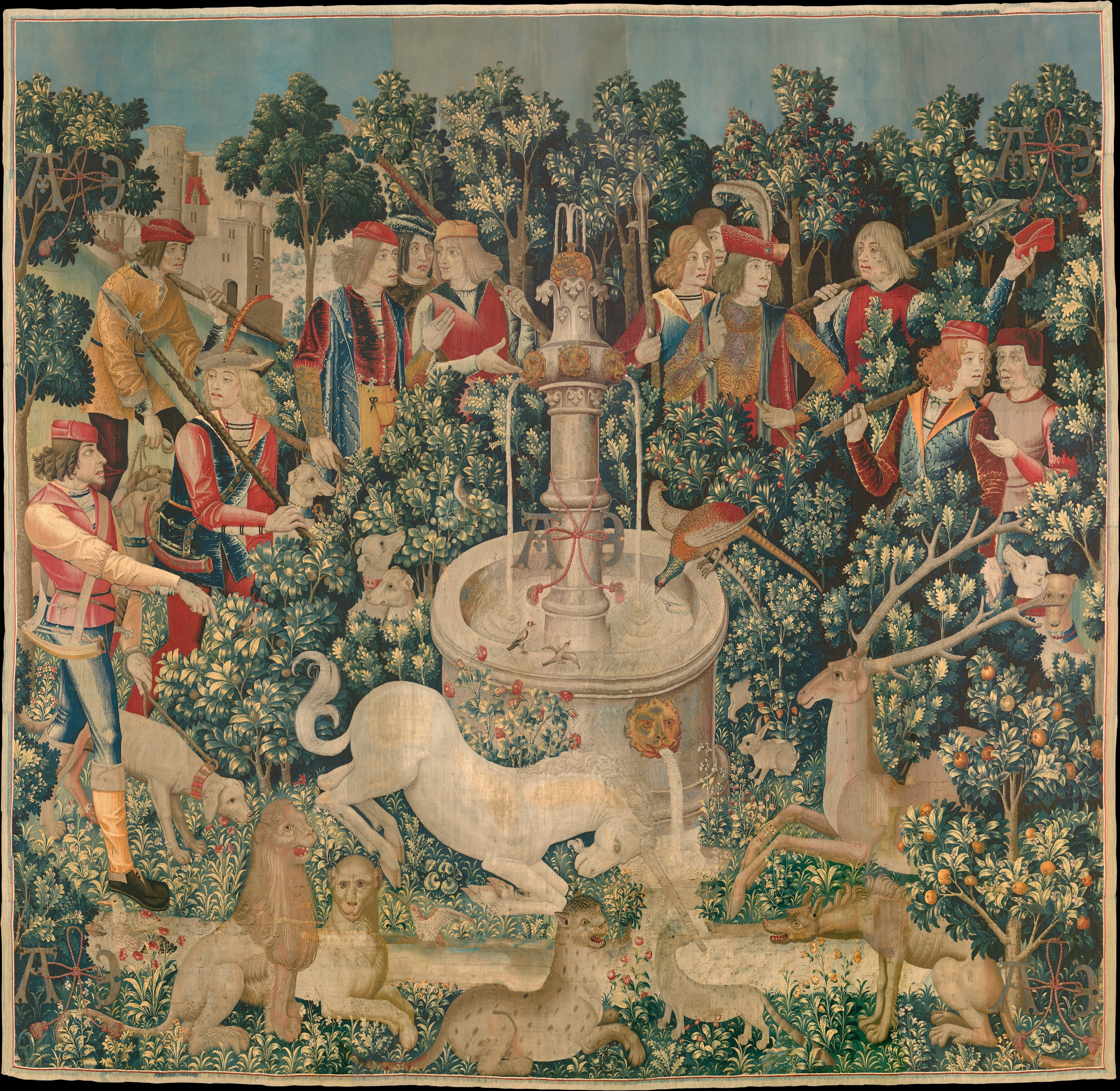
El segundo de los siete tapices, a menudo titulado Encuentro del unicornio.

La caza del unicornio, a menudo llamado Los tapices del unicornio (en francés: La Chasse à la licorne), es una serie de siete tapices realizados entre 1495 y 1505. Los tapices muestran a un grupo de nobles y cazadores persiguiendo a un unicornio, al cual capturan y llevan a la corte de su señor y su dama. Se cree que los tapices se confeccionaron en los Países Bajos meridionales, o también es posible que se confeccionaran o, al menos, diseñaran, en París. Actualmente se pueden ver en el museo The Cloisters, en Nueva York, Estados Unidos.
Son una de las obras canónicas del arte tardomedieval o renacentista temprano. Muestra a un grupo de nobles y cazadores persiguiendo a un unicornio a través de un paisaje francés idealizado. Los tapices se tejieron con lana, hilo metálico y seda. Los colores vibrantes, aún evidentes hoy en día, se produjeron con plantas tintoreras: gualda (amarillo), rubia (rojo), y glasto (azul).
Documentados por vez primera en París en el año 1680 en la casa de la familia Rochefoucauld, los tapices fueron saqueados durante la Revolución francesa. Redescubiertos en un granero en los años 1850 se colgaron en el Château de Verteuil de la familia. Desde entonces han sido objeto de un intenso debate académico sobre el significado de su iconografía, la identidad de los artistas que los diseñaron, y la secuencia en la que se pretendía ser colgados. Aunque se han propuesto varias teorías, aún no se sabe nada de su temprana procedencia , y sus narraciones, dramáticas pero en conflicto, han inspirado múltiples lecturas, desde las caballerescas a las cristológicas. Las variaciones en tamaño, estilo y composición sugieren que proceden de más de un conjunto, unidos por el tema, procedencia y el misterioso monograma AE que aparece en cada uno de ellos. Uno de los paneles, «La captura mística del unicornio», sobrevive en solo dos fragmentos.
James J. Rorimer especuló en 1942 que los tapices fueron un encargo de Ana de Bretaña, para celebrar su matrimonio con Luis XII, rey de Francia en 1499. Rorimer interpretó el monograma con la A y la E que aparece en cada tapiz como la primera y última letra del nombre de Ana (Anne). Margaret B. Freeman, sin embargo, rechazó esta interpretación en su monografía de 1976, una conclusión repetida por Adolph S. Cavallo en su obra de 1998. Tom Campbell, antiguo director del Metropolitan Museum of Art, recientemente ha reconocido que los expertos «aún no saben ni dónde ni para quién se confeccionaron [los tapices]». Hasta el momento, los esfuerzos de los estudiosos por explicar la AE y otras inscripciones, por identificar los pocos símbolos heráldicos y hacer un relato coherente de las desconcertantes narraciones han tenido un éxito limitado.

## Producción

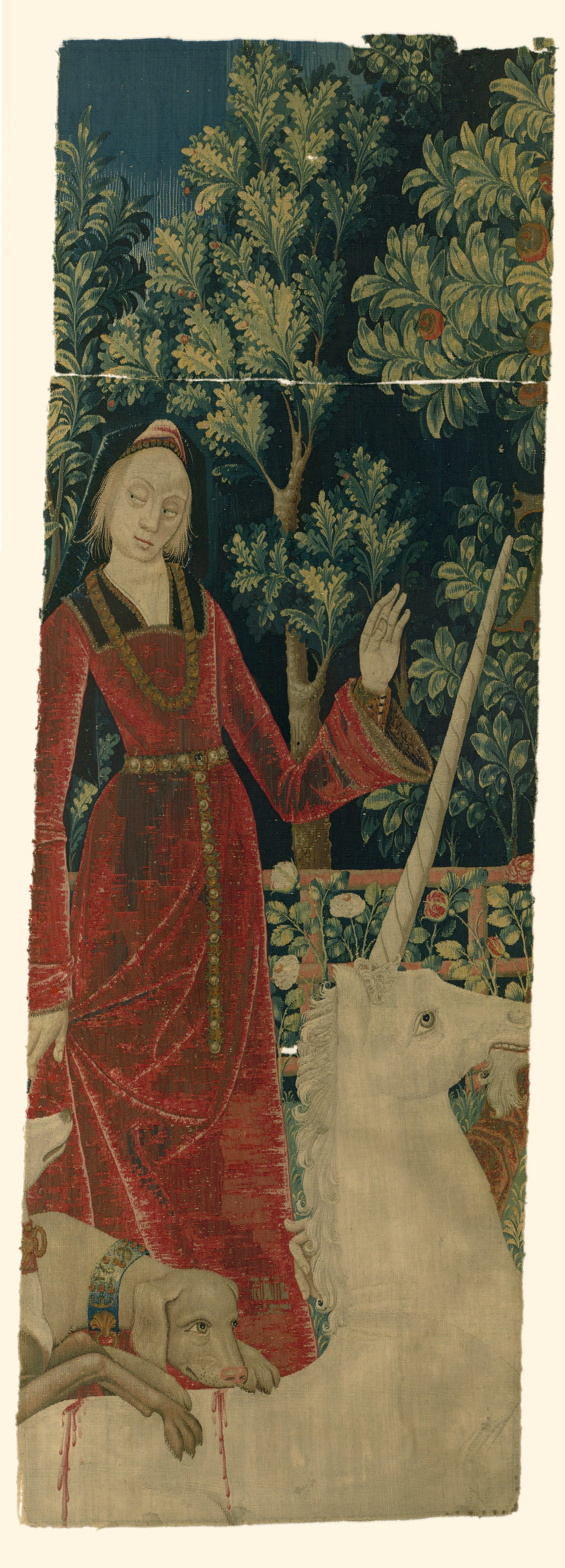
La captura mística del unicornio, uno de los dos fragmentos.

Los tapices se tejieron con lana hilos metálicos y seda. Los vibrantes colores aún evidentes hoy en día fueron producidos con tres plantas tintoreras: gualda (amarillo), rubia (rojo), y glasto (azul). Un tapiz, La captura mística del unicornio, sobrevive solo en dos fragmentos.

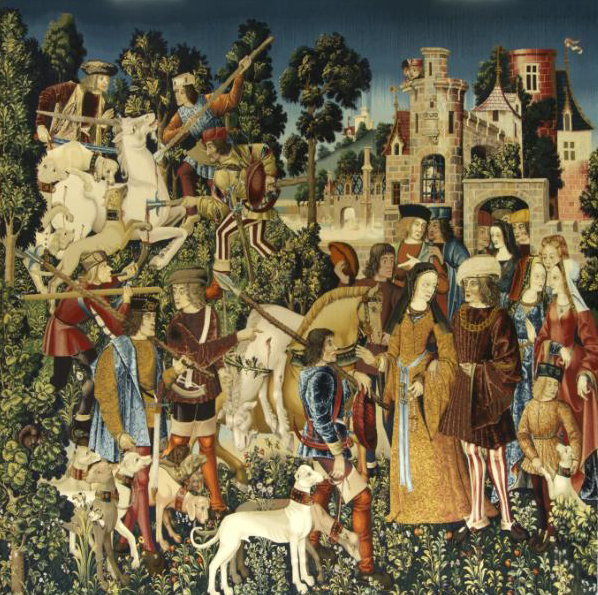
Tapiz 6: El unicornio es muerto y llevado al castillo

Cuestiones sobre el trabajo original de los tapices siguen sin ser contestadas. El diseño de los tapices es rico en elementos figurativos similares a los que se pueden encontrar en pintura al óleo. Aparentemente influidos por el estilo francés, los elementos en los tapices reflejan los grabados en madera o metal realizados en París a finales del siglo XV.
Los fondos de jardín de los tapices son ricos en imaginería floral, presentando un fondo en estilo "mille-fleurs" de una variedad de pequeños elementos botánicos. Inventado por los tejidos de la época gótica, se hizo popular durante la época medieval tardía y declinó después del primer renacimiento. Hay más de cien plantas representadas en los tapices, dispersas en los fondos verdes de los paneles, ochenta y cinco de las cuales han sido identificadas por los botánicos. Las flores en particular representadas en los tapices reflejan los principales temas de los tapices. En la serie del unicornio, la caza tiene lugar dentro de un Hortus conclusus, lo que significa literalmente un "jardín cerrado", que no solo era una representación de un jardín secular, físico, sino una conexión con la Anunciación.

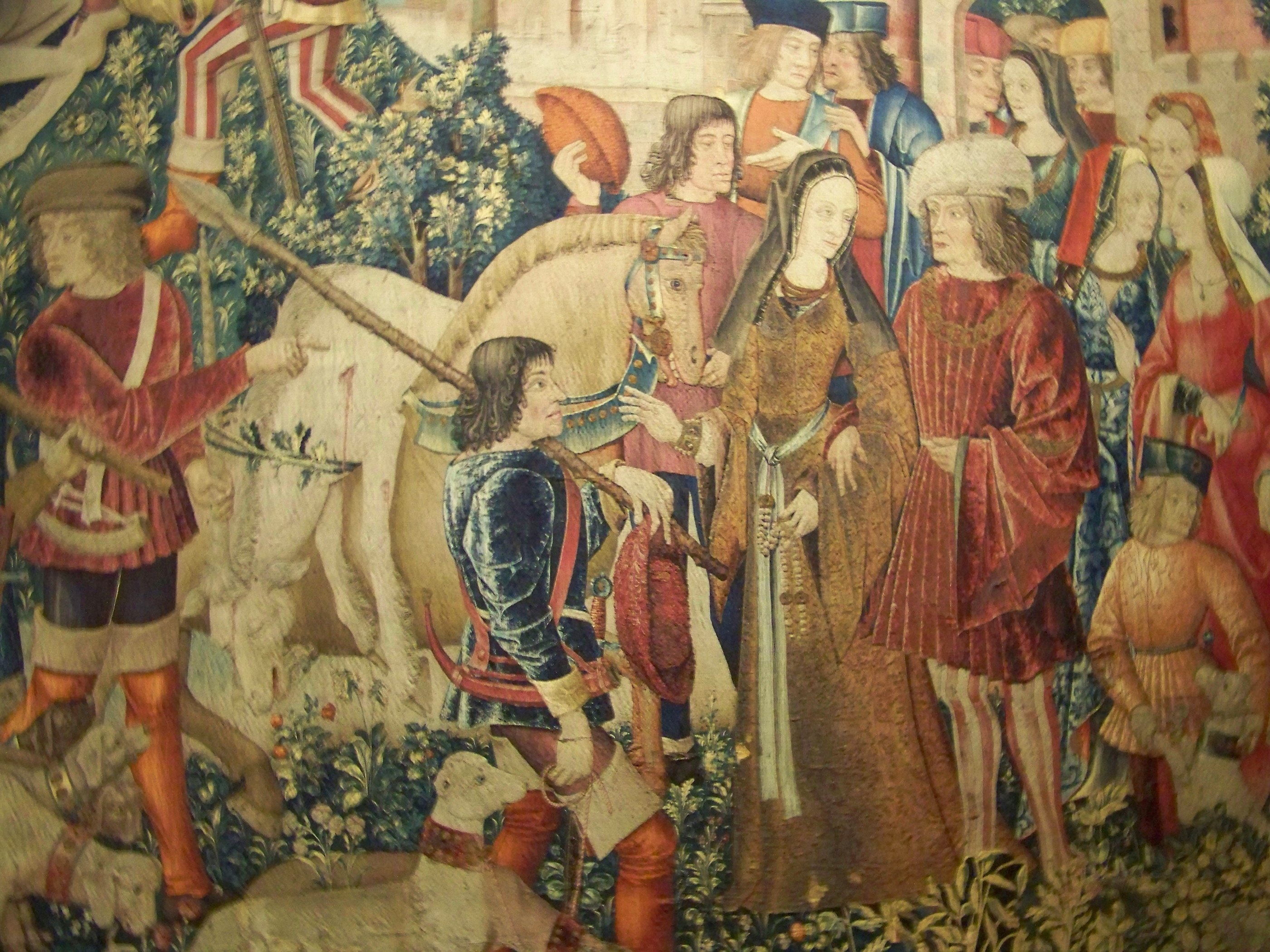
El unicornio es muerto y llevado al castillo, detalle.

Los tapices fueron muy probablemente tejidos en Bruselas, que era un importante centro de la industria textil en la Europa medieval. Un ejemplo de la obra destacada de los telares de Bruselas, la mezcla de los tapices de seda e hilo metálico con lana les dio una buena calidad y color brillante. La lana se produjo ampliamente en las zonas rurales en torno a Bruselas, y un material primario común en el tejido de los tapices. La seda, sin embargo, era costosa y difícil de obtener, indicando la riqueza y el estatus social del propietario del tapiz.

## Historia
Gran parte de la historia de los tapices es discutida y hay muchas teorías sobre su propósito original, incluyendo sugerencias de que los siete tapices no colgaban en origen juntos. 
Sin embargo, parece probable que fueran un encargo de la reina de Francia Ana de Bretaña para conmemorar su tercer matrimonio, en 1499, con Luis XII, rey de Francia, solo pocos años después de que se confeccionasen los seis tapices de La dama y el unicornio. En la corte de Amboise, la llegada, siete años antes,. de la hija del duque Francisco II, elevada en el refinamiento más moderno, había sido un choque cultural desde el punto de vista de las artes y de las modas, y este encargo, ilustrando una temática a la vez cristiana y cortés elaborada en torno a un animal en el que la magia y el simbolismo fascinaba desde el siglo XIII, es uno de los testimonios del carácter perdurable de las costumbres adquiridas. También se cree que los tapices pudieron haberse tejido para François, el hijo de Jean II de La Rochefoucauld y Marguerite de Barbezieux. Y hay una posible conexión entre las letras A y E y La Rochefoucauld, que son interpretafdos como la primera y la última del nombre de Antoine, quien era el hijo de François, y su esposa, Antoinette of Amboise.
Las piezas fueron tejidas por los talleres de Bruselas o bien por los de Lieja.
Los tapices fueron propiedad de la familia La Rochefoucauld de Francia desde una fecha indeterminada pero probablemente muy anterior al inventario de 1728 que constituye la primera mención. En esa época, las cinco piezas estaban reunidas dentro de uno de los dormitorios del castillo de Verteuil, en Angoumois y dos en el hall que llevaba a la capilla.
En la Revolución, los tapices fueron confiscados como bienes nacionales y utilizados para recubrir las patatas, un período en el que aparentemente sufrieron daño. Fueron recuperados por los La Rochefoucauld un poco antes de 1890 y reunidos de nuevo en Verteuil. Una de las siete piezas se presentaba entonces en dos trozos, que sirvieron de cortinas de cama. Un visitante del castillo los describió como pintorescas colgaduras del siglo XV, que mostraban aún "incomparable frescura y gracia". El mismo visitante documenta que el conjunto estaba formado por siete piezas, aunque una estaba en esa época en fragmentos y se usaba como cortinajes de cama.
El magnate del petróleo estadounidense John D. Rockefeller Jr. los compró en 1922 en Francia por alrededor de un millón de dólares. Seis de los tapices colgaban en la casa de Rockefeller hasta que se construyeron The Cloisters y los donó al Museo Metropolitano de Arte en 1938 y al mismo tiempo aseguraron para la colección los dos fragmentos que había conservado la familia La Rochefauld. Actualmente cuelgan en The Cloisters ("Los claustros") que albergan la colección medieval del museo.
A partir del año 1998, los tapices fueron limpiados y restaurados. En el proceso, se quitó la parte posterior de lino, los tapices fueron bañados en agua, y se descubrió que los colores por la parte posterior estaban aún en mejores condiciones que los de la parte frontal (que eran también bastante vívidos). Se tomaron una serie de fotografías digitales de alta resolución de ambos lados usando una grúa de escaneo customizada diseñada por el asesor del museo Scott Geffert de Imagingetc Inc. y el personal de fotografía del museo que suspendieron una cámara de escaneo en arreglo lineal Leica S1Pro e iluminación sobre el delicado tejido. La parte frontal y trasera de los tapices fueron fotografiadas en segmentos de aproximadamente diez centímetros cuadrados. El tapiz mayor requirió hasta 24 imágenes individuales de 5000×5000 píxeles. Fundir después los datos almacenados en estas fotos requirió los esfuerzos de dos matemáticos, los hermanos Chudnovsky.

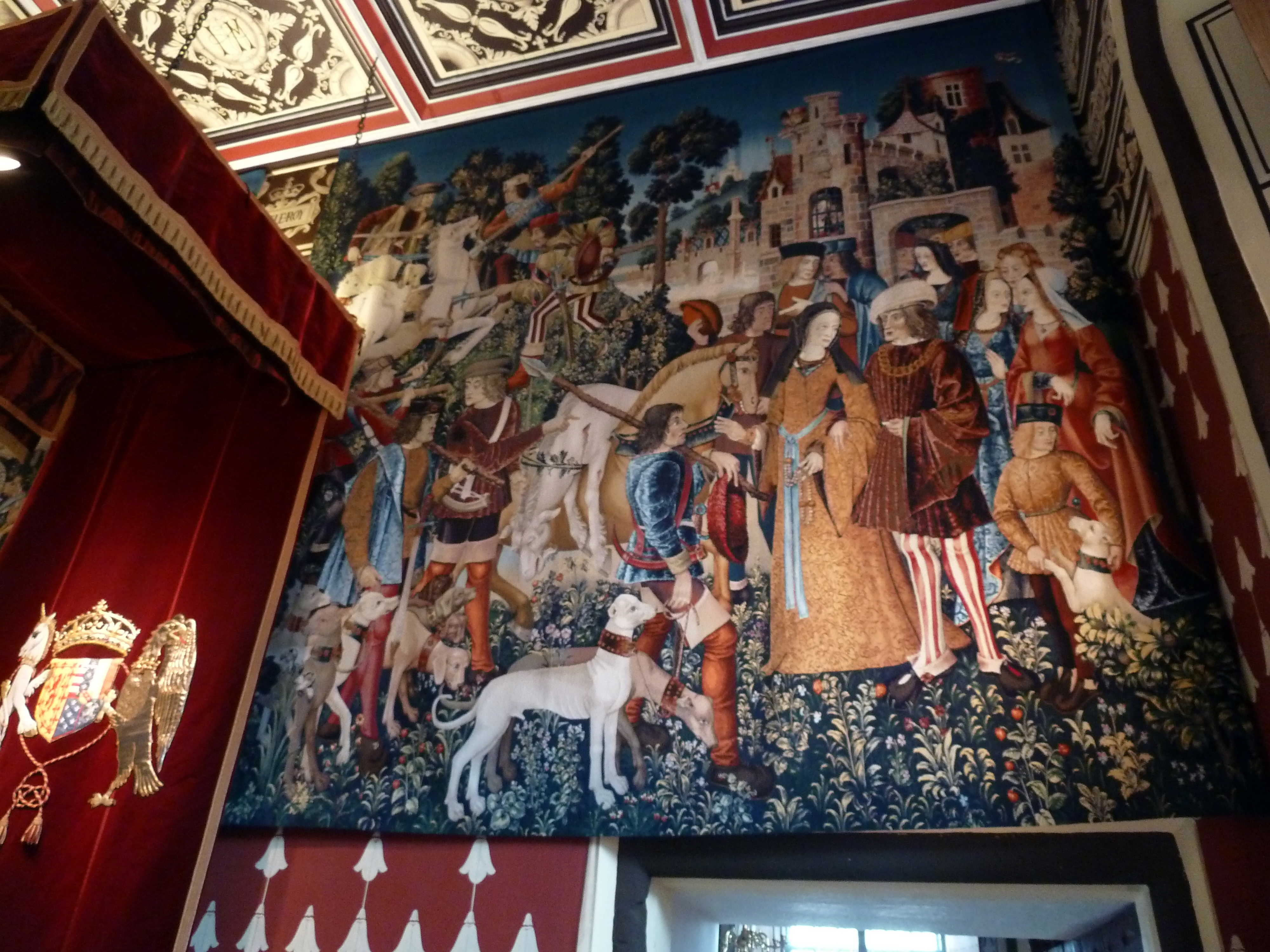
Réplica del tapiz El unicornio es muerto y llevado al castillo, colgando en el Inner Hall de María de Guisa en el Palacio Real del castillo de Stirling.

Desde enero de 2002, el Estudio de Tapicería del West Dean College ha estado trabajando en una recreación de los tapices de La caza del unicornio. Los tapices serán mostrados en la Queen's Presence Chamber en el castillo de Stirling, parte de un proyecto para dotar al castillo como sería en el siglo XVI. Los historiadores que estudiaron el reinado de Jacobo IV creen que una serie similar de tapices del "Unicornio" formaron parte de la colección real escocesa. El equipo en el West Dean visitó el Museo Metropolitano de Arte, Nueva York, para inspeccionar los originales e investigaron las técnicas medievales, la paleta de colores y sus materiales. Este proyecto está previsto que se termine en 2014. Los tejedores están trabajando en West Dean (West Sussex) y en el castillo de Stirling.

## Interpretación

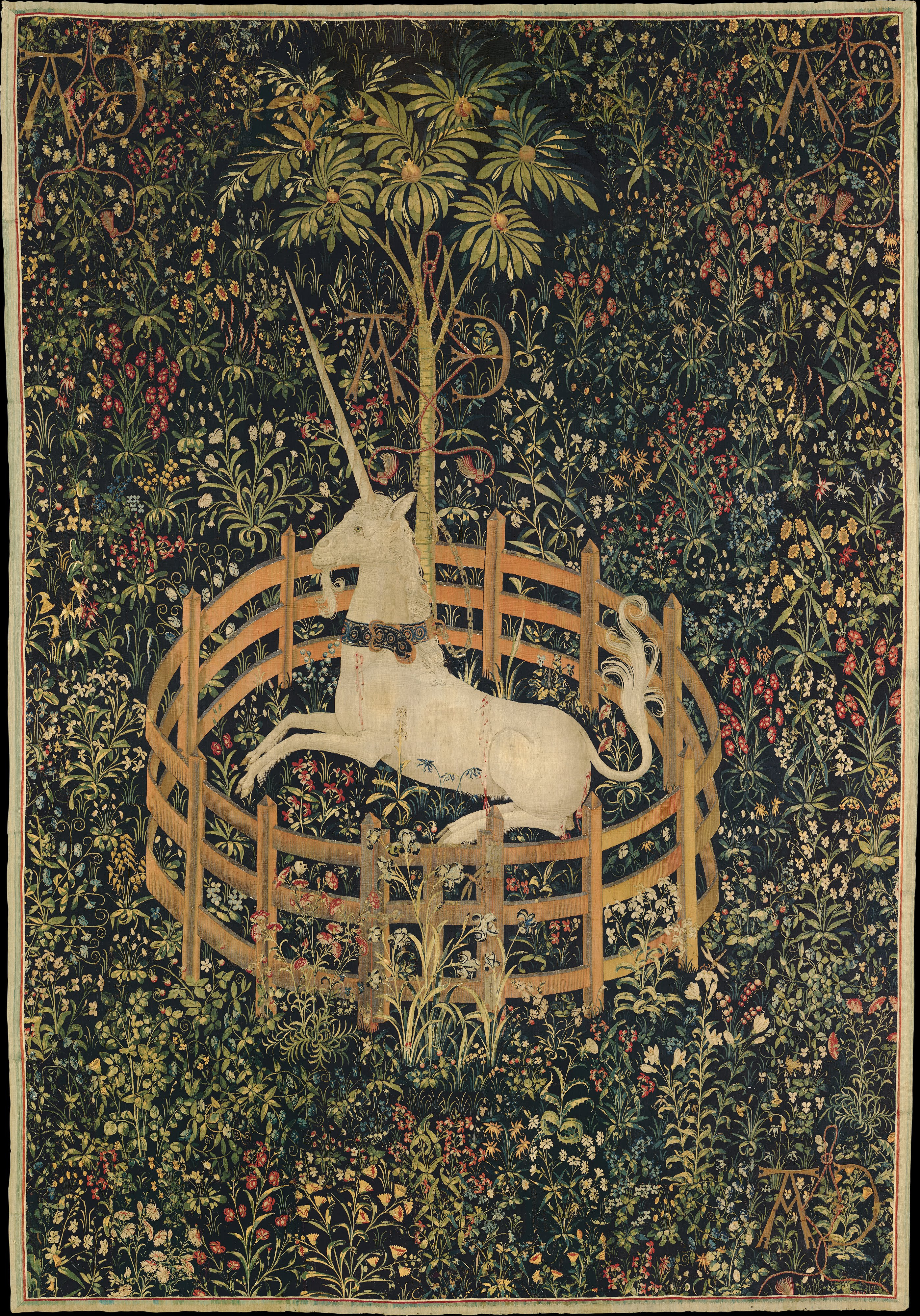
El unicornio en cautividad, ya no está muerto

Las dos principales interpretaciones de los tapices giran en torno al simbolismo pagano y cristiano. La interpretación pagana se centra en la tradición popular medieval de amantes burlados, mientras que los escritores cristianos interpretan el unicornio y su muerte como la Pasión de Cristo. El unicornio ha sido identificado desde hace tiempo como un símbolo de Cristo por los escritores cristianos, permitiendo que el simbolismo tradicionalmente pagano del unicornio se volviera aceptable dentro de la doctrina religiosa. Los mitos originales alrededor de La caza del unicornio se refieren a una bestia con un cuerno que solo puede ser domado por una virgen; posteriormente, los eruditos cristianos tradujeron esto a una alegoría para la relación de Cristo con la Virgen María.
En la tapicería gótica, los autores consideraban eventos bíblicos como "históricos", y unían las narraciones bíblicas y seculares en el tejido de tapices. El arte medieval ilustraba principios morales, y los tapices usaban alegorías narrativas para ilustrar esta moral. La caza del unicornio secular no era simplemente arte cristiano, pero también una representación alegórica de la Anunciación.
Admitiendo la especulación de Rorimer de que los tapices fueron un encargo para celebrar un matrimonio, Freeman señaló que los poetas medievales relacionaban la doma del unicornio con la devoción y el sometimiento del amor. La doma del unicornio simboliza al amante secular o pareja que está encadenada por un virgen y atrapado en un recinto (en el tapiz El unicornio en cautividad). Además, el autor señaló que el concepto de sobreponer al Dios de los Cielos y al Dios del Amor era aceptado en la Edad Media tardía.

## Descripción
Se trata de un millefleurs. A diferencia de La dama y el unicornio, que representa las escenas en un jardín, La caza del unicornio ilustra, a través de escenas de caza y de corte, una temática puramente aristocrática.

Los seis tapices completos y los dos fragmentos y los dos fragmentos subsistentes del segundo.
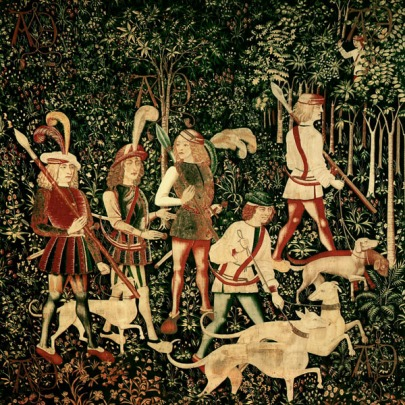
Los cazadores entran en el bosque.
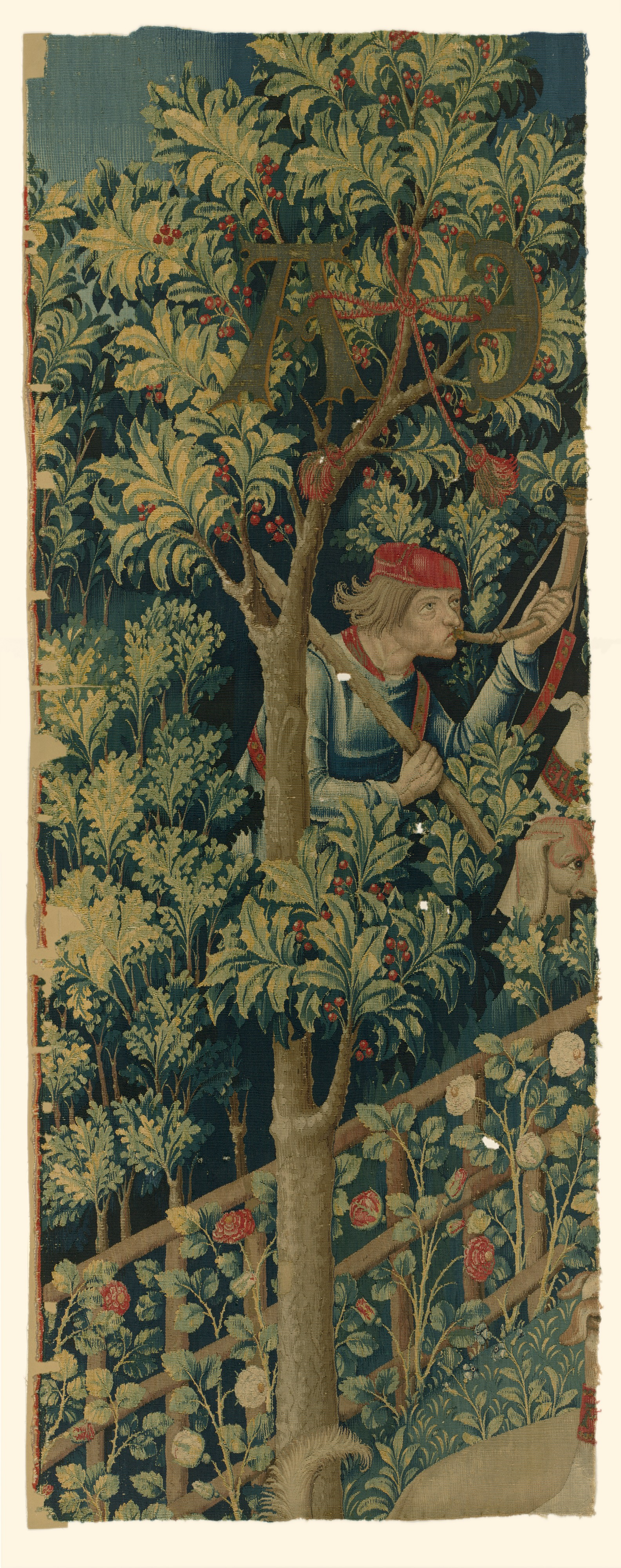
La captura mística del unicornio.
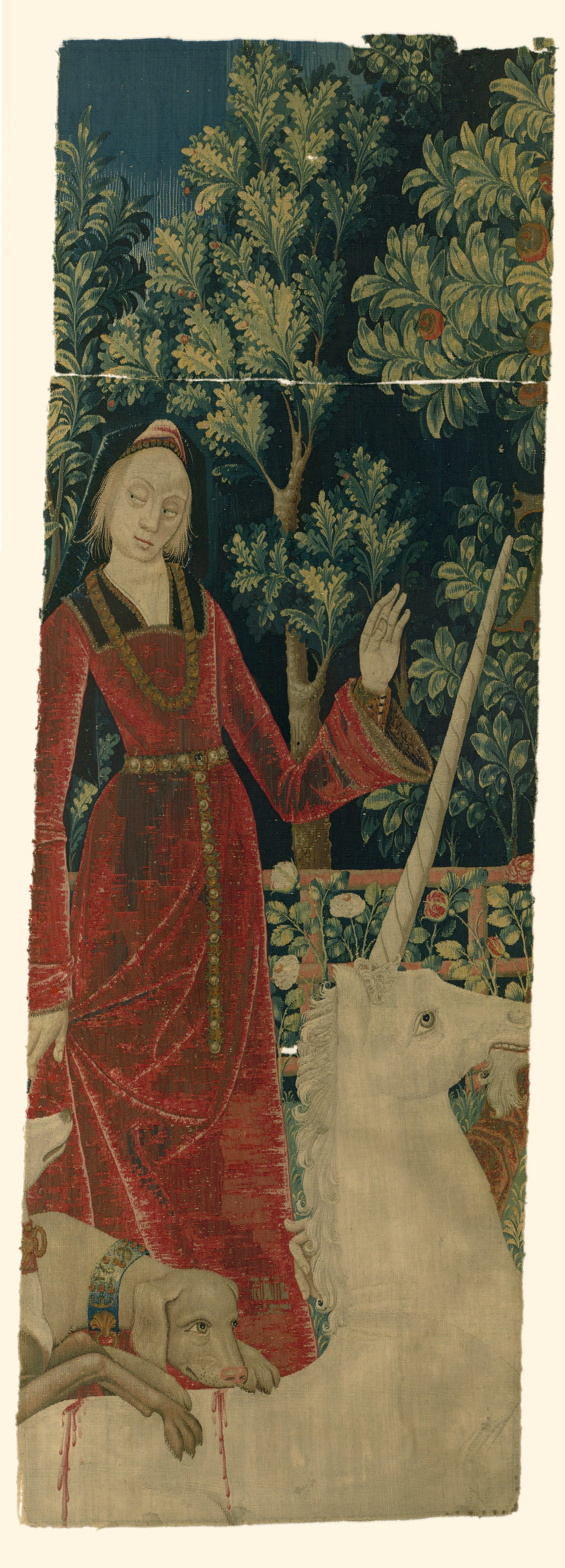
La captura mística del unicornio.
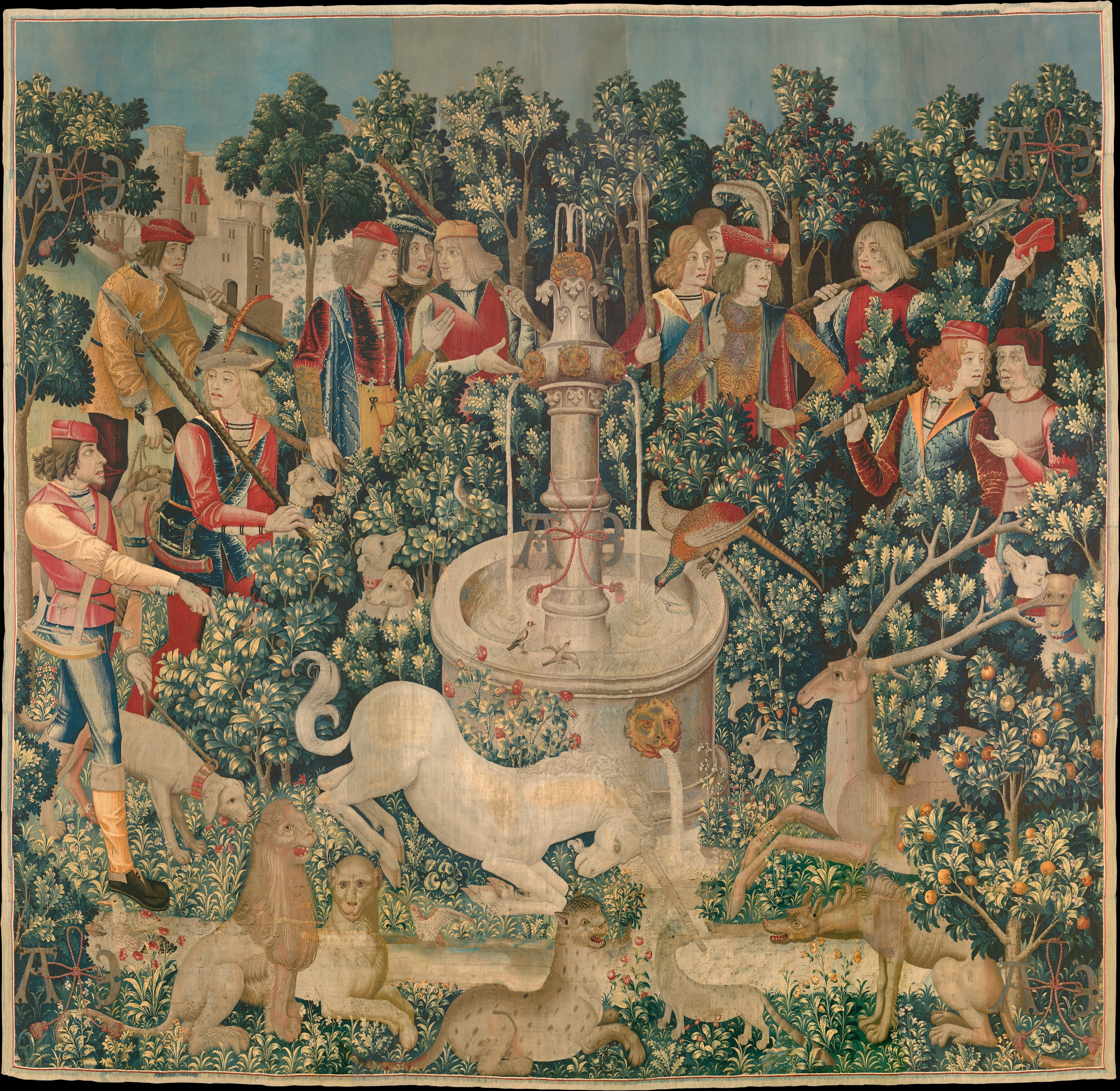
Sacan al unicornio del bosque.
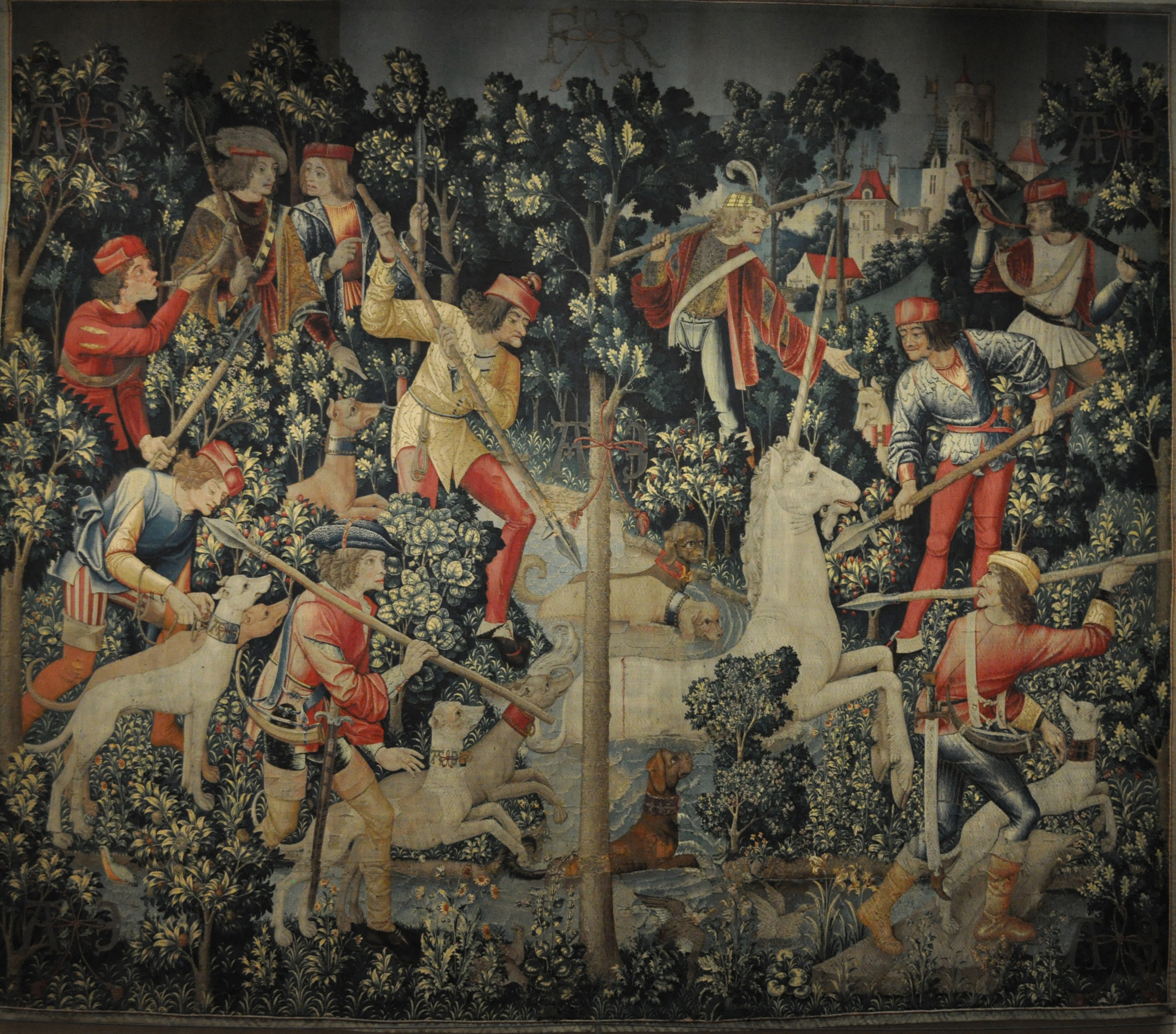
Ataque al unicornio.
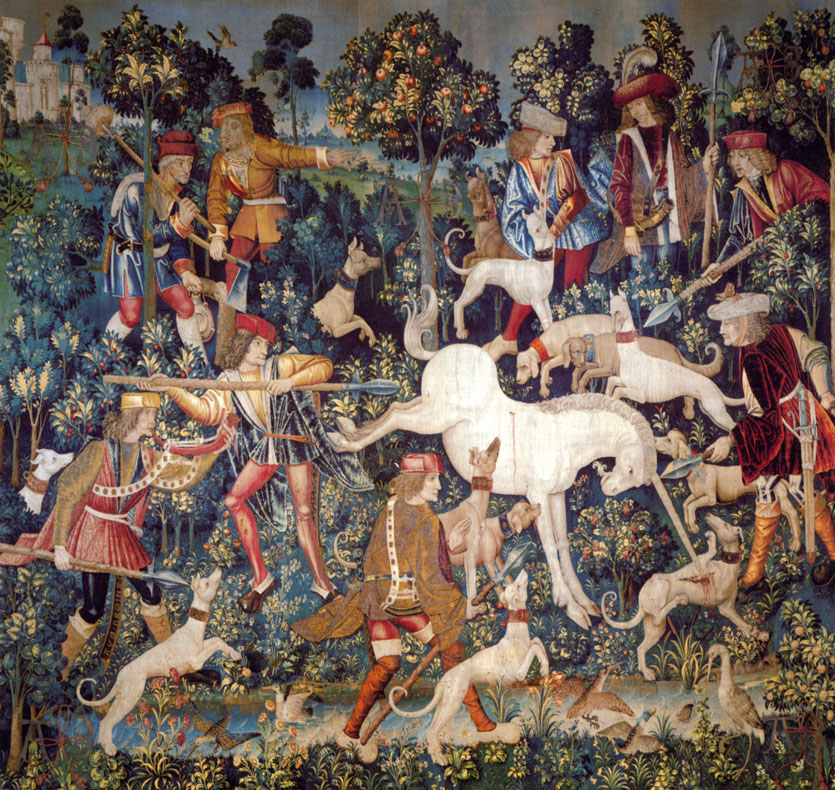
El unicornio se defiende.
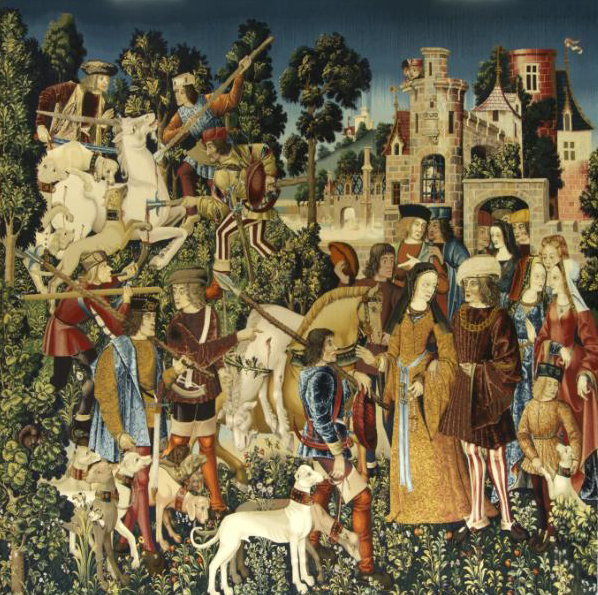
El unicornio es servido y llevado al castillo.
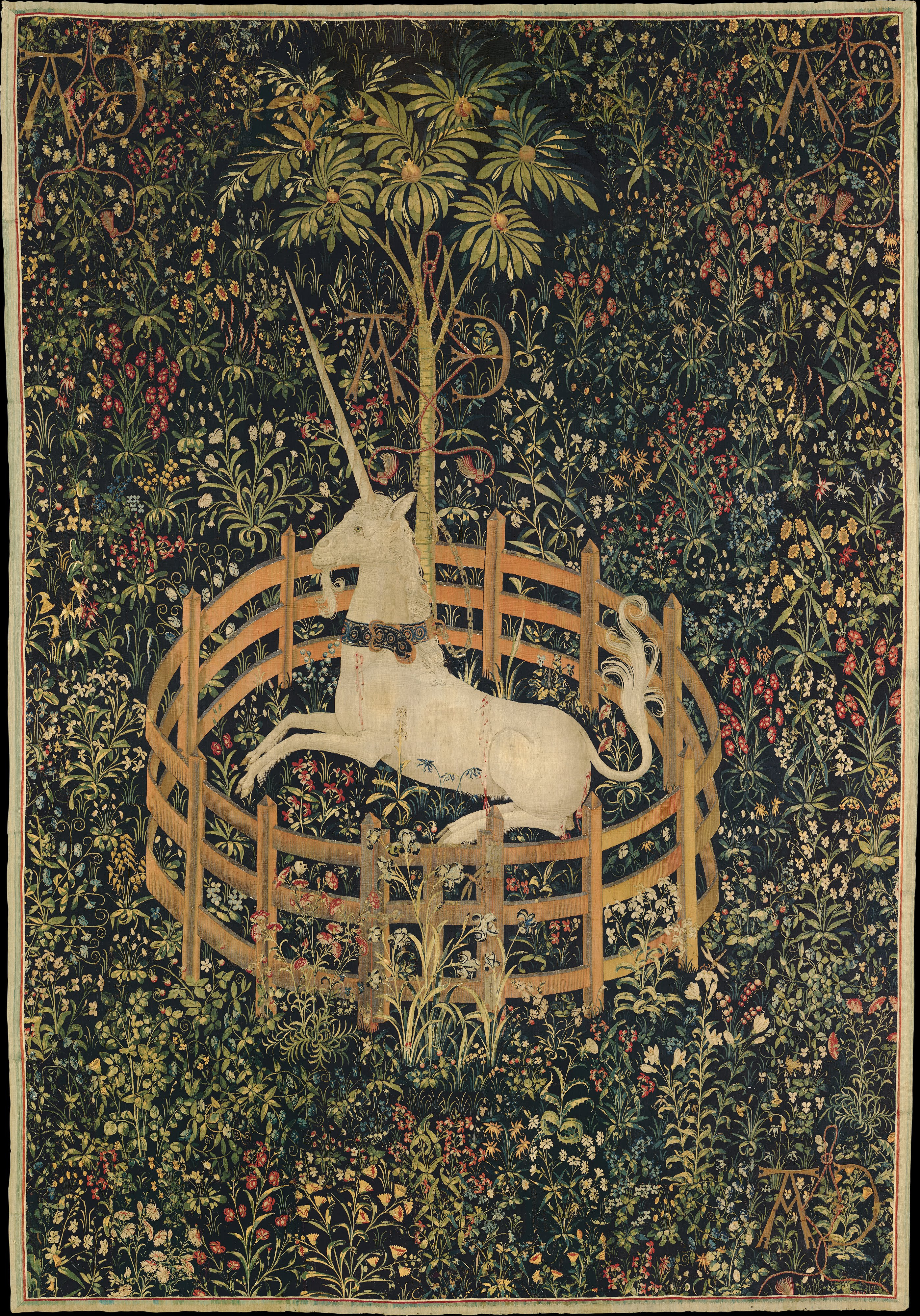
El unicornio es retenido en cautividad y ya no está muerto.

Los siete tapices son:
1. "El comienzo de la caza"
2. "El unicornio en la fuente"
3. "El unicornio atacado"
4. "El unicornio se defiende"
5. "El unicornio capturado por una virgen" (dos fragmentos)
6. "El unicornio muerto y llevado al castillo"
7. "El unicornio en cautividad"

Los tapices están formados por cinco piezas grandes, una pieza pequeña y dos fragmentos.
La movilidad asociada con el tamaño formaba una consideración esencial de la función de los tapices en la época medieval y diferentes tamaños de tapicerías góticas sirvieron como la decoración para determinadas paredes en la Edad Media. En la investigación moderna, basada en la posibilidad de que los tapices del unicornio fueron diseñados para su uso como un conjunto para un dormitorio, las cinco grandes piezas encajaban en la parte trasera de la pared, mientras que las otras dos piezas servían de cubrecama, o dosel superior.
Otras fuentes dan títulos ligeramente diferentes y un orden distinto. Los factores que afectan a esto son principalmente tres. Primeramente la naturaleza de los tapices en sí mismos, que muestran diferencias de manufactura y tamaño, lo que sugiere que el primero y el último pueden ser obras independientes o formar una serie diferente. En segundo lugar, la naturaleza de la clásica caza del ciervo, usualmente citada por el Livre de la Chasse de Gastón III de Foix. En tercer lugar, la historia establecida de la caza del unicornio, donde el unicornio es domesticado por una virgen, luego capturado, herido o muerto. Además el simbolismo de la historia necesita ser tenido en cuenta.

## En la cultura popular
- En 1961, Leonard Cohen publicó The Spice Box of Earth, una colección de poemas que incluía "The Unicorn Tapestries" (Los tapices del unicornio).
- La secuencia de apertura de la película animada del año 1982 El último unicornio fue diseñada haciendo referencia a los tapices, con muchos elementos como la fuente y los leones, así como un estilo en general muy parecido.
- El séptimo tapiz en la serie (El unicornio en cautividad) aparece brevemente en Harry Potter y el misterio del príncipe, adornando la pared de un corredor cerca de la Sala de Menesteres y también se ve en varias salas comunes (Gryffindor, Slytherin, Ravenclaw y Hufflepuff) con fondos de diferente color.
- Aparece en Spider-Man: lejos de casa en la sala de arte de la escuela. En la toma de la primera aparición de MJ (Zendaya) se puede ver El unicornio en cautividad en la esquina superior derecha.
- Unos pocos de los tapices se ven en Érase una vez, serie de la ABC, una serie de televisión parcialmente ambientada en un mundo de cuentos donde cada criatura mitológica y un personaje de cuentos de hadas se reúnen en un lugar. Aparece en el castillo de Rumpelstiltskin.
- El escritor español Gustavo Martín Garzo se inspira en el episodio de la caza para escribir la novela La puerta de los pájaros (2014).[35]
- Aparece en el episodio "The Lich" de la Temporada 4 de Adventure Time.
- Aparece por encima del catre de Stewie en el episodio "Chap Stewie" de la temporada 12 de Padre de familia.
- El tapiz "Encuentran al unicornio" aparece en una de las últimas escenas de la película Ghosts of Girlfriends Past.
- Aparece en la película de 1988 Some Girls.
- Aparece en la película de 1993 El jardín secreto.
- En un anuncio francés para el queso "Coeur de Lion", que significa "Lionheart". Pub Coeur de Lion – Edad Media.
- Un collage del tapiz aparece en una cubierta del álbum musical The Mask And Mirror de la música y compositora canadiense Loreena McKennitt.
- Aparece en el episodio de la temporada séptima de Los hermanos Venture, que también se llama como los tapices.
- "El unicornio en cautividad" se muestra en la casa de Sabrina en la serie de televisión de 2018 The Chilling Adventures of Sabrina (donde se ve mejor es en el episodio 9).
- "El unicornio en cautividad" se muestra en la casa de Niles Caulder en la serie de televisión de 2019 Doom Patrol (se ve mejor en el episodio 7).